# مقبرة نفر حتب ونب نفر

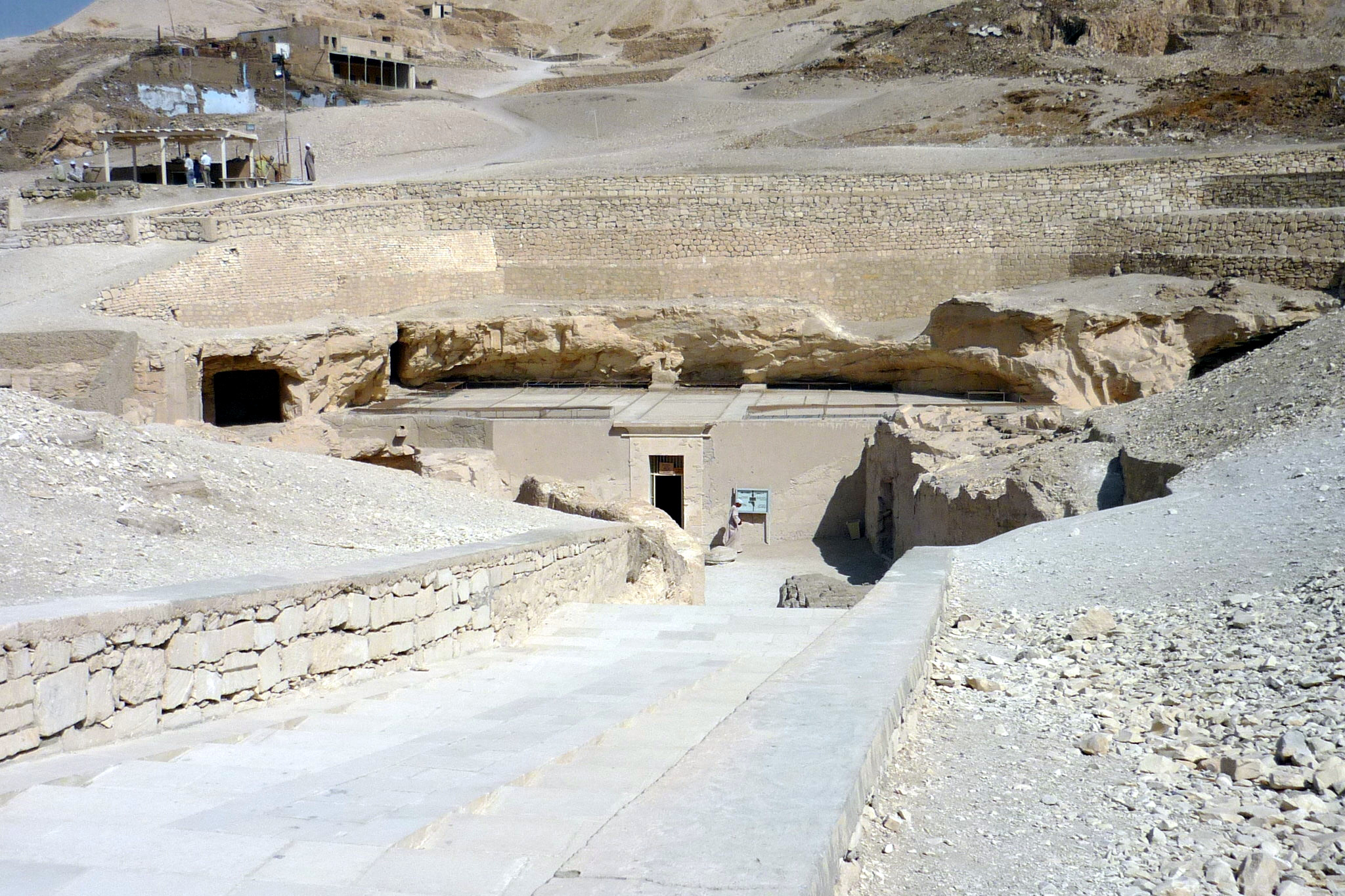
مقابر النبلاء في الأقصر.

مقبرة نفر حوتب ونب نفر، تحمل الرمز العالمي (TT6)، تقع في مقابر النبلاء، في دير المدينة ، تضم المقبرة رفاة الأب نفر حوتب (بالإنجليزية: Neferhotep)‏ و الأبن نب نفر (بالإنجليزية: Nebnefer)‏، (الأب والابن جنباً إلى جنب)، الذين عاشا في نهاية الأسرة الثامنة عشر وبداية عهد اسرة التاسعة عشر. ودفن نفر الحفيد حوتب الأصغر في قبر يتحمل الكود العالمي (TT216). والمقابر جزء من جبانة طيبة، على الضفة الغربية لنهر النيل، مقابل الأقصر. هو مكان دفن الحرفيين في مصر القديمة.